# André Neves
Nuno André Maia das Neves (10 de setembro de 1988) é um advogado, deputado e político português. Ele é deputado à Assembleia da República na XIV legislatura pelo Partido Social Democrata.